# إيفيلين إم. ريتشاردسون
إيفيلين إم. ريتشاردسون (بالإنجليزية: Evelyn M. Richardson)‏ (1902 في كندا - 1976 في كندا)؛ روائية كندية. درست في جامعة دالهاوسي.